# Капитан-Энеас
Капитан-Энеас (порт. Capitão Enéas) — муниципалитет в Бразилии. входит в штат Минас-Жерайс. Составная часть мезорегиона Север штата Минас-Жерайс. Входит в экономико-статистический микрорегион Монтис-Кларус, который входит в Север штата Минас-Жерайс. Население составляет 14 134 человека на 2006 год. Занимает площадь 972,92 км². Плотность населения — 14,6 чел./км².

## Статистика
- Валовой внутренний продукт на 2003 год составляет 86 650 578,00 реалов (данные: Бразильский институт географии и статистики).
- Валовой внутренний продукт на душу населения на 2003 год составляет 6340,60 реалов (данные: Бразильский институт географии и статистики).
- Индекс развития человеческого потенциала на 2000 год составляет 0,667 (данные: Программа развития ООН).

## География
Климат местности: тропический.